# 世妇
世婦，原是商朝及周朝的一種世襲女官。後來成為天子妻妾的稱號之一，又称为世妃，是一种妃嫔称号。

## 歷史
殷周時代，世婦原是一種世襲女官。世婦掌管祭祀、賓客等禮儀，極受國君尊重。在周朝之後，這成為天子妻妾的稱號之一。
北魏时期位视中大夫 。《礼记·昏义》中记载：“古者天子后立六宫，三夫人、九嫔、二十七世妃、八十一御妻。”
隋文帝以此为据，置世妃九人，掌宾客祭祀，后增为二十七人。隋炀帝改以婕妤十二人及美人、才人十五人，合称世妇，即二十七世妇。